# Герб Чорної Тиси
Герб Чорної Тиси — це офіційний геральдичний символ села Чорна Тиса, що відображає історичні, культурні, соціально‑економічні особливості села, в складений на основі історичної довідки про село.
Офіційний герб Чорної Тиси затверджений рішенням Чорнотиської сільської ради Рахівського району Закарпатської області від 07 серпня 2017 року № 275.

## Опис
Герб являє собою форму щита. Нижню частину герба увінчує прямокутник золотисто-жовтого кольору з написом зеленими буквами — с. Чорна Тиса. Також у нижній частині щита зображено річку як символ вічності й життя. На серці щита — три ялинки, які найбільш поширені на околицях нашого села. На правому березі річки зображено фігуру гуцула в золотистому жупані, червоному та коричневому вбранні з символом гірського краю — трембітою. Навпроти зображено топірці як символ знаряддя в умовах життя у горах гуцулів.
У мешканців Карпат едельвейс здавна був символом — мужності та кохання. На задньому плані розташовані споконвічні гори та смарагдові ліси, що символізують — силу природи та розташування села. Завершує герб села — герб Закарпатської області.
Щит обрамований жовтою гранню — символ достатку та багатства.